# Penäjäbeek
Penäjäbeek  (Zweeds – Fins: Penäjäoja) is een beek, die stroomt in de Zweedse  gemeente Pajala. De beek ontvangt haar water op de hellingen van de Penäjäberg, een uitloper van de Ristiberg. De beek ontspringt niet ver van de plaats waar de Jalobeek ontspringt. De beek is circa 7 kilometer lang.
Afwatering: Penäjäbeek → Muonio → Tornerivier → Botnische Golf